# Mit Volldampf voraus
Mit Volldampf voraus ist eine US-amerikanische Filmkomödie aus dem Jahre 1935 von John Ford mit Will Rogers in seinem vorletzten Filmauftritt. Die Geschichte basiert auf dem 1933 bis 1934 als Serie in der Zeitung Pictorial Revue publizierten Roman Steamboat Round the Bend von Ben Lucian Burman.

## Handlung
Die Geschichte spielt auf dem Mississippi Anfang der 1890er Jahre. Dort wettert ein alkoholfeindlicher Prediger, der sich selbst als „Neuer Moses“ bezeichnet, auf einem Dampfschiff gegen das Übel des „Dämons Rum“. Dies schert den kauzigen Doc John Pearly herzlich wenig. Er experimentiert zu diesem Zeitpunkt an Mixturen, die er „Pocahontas Remedies“ nennt und die einen enorm hohen Alkoholgehalt haben. Nachdem Doc das Dampfschiff Claremore Queen mit demjenigen Geld gekauft hat, das er mit dem Verkauf seines hochprozentigen „Wundermittels“ verdient hatte, setzt der Dampfschiffkapitän Eli von der Pride of Paducah sein Schiff im bevorstehenden Rennen nach Baton Rouge gegen Docs Schiff als Wetteinsatz ein. Doc lehnt ab, er ist ein wenig sauer darüber, dass sich sein Schiff in einem heruntergekommenen Zustand befindet. Er macht Efe, einem Trunkenbold, der ihm einige Flaschen schuldet, zu seinem Ingenieur und ersten Maat und schickt ihn zur Arbeit, um das Schiff wieder flottzumachen.
Doc möchte, dass sein Neffe Duke sein Schiff beim Rennen steuert, aber der erscheint mit einem schlecht beleumundeten Mädchen namens Fleety Belle, in das er verliebt ist, und gesteht, dass er denjenigen Mann getötet hätte, der sie angegriffen hatte. Als Doc erfährt, dass der „Neue Moses“ ein Zeuge des Verbrechens war, überredet er Duke, sich dem Sheriff zu stellen. Doc glaubt, seinem Neffen könne nicht viel passieren, denn der habe den Angreifer erst dann niedergestochen, als dieser mit einem Messer auf ihn losging. Also ein klassischer Fall von Notwehr. Doc verspricht, sich während Dukes Abwesenheit um Fleety Belle zu kümmern. Als er sie einmal verächtlich als „Swamp trash“ anspricht, merkt er, wie heißblütig die junge Frau, die ihn daraufhin niederzustechen versucht, ist. Der Alte ist jedoch nicht etwa entsetzt. Nein, vielmehr bewundert Doc Pearly den Mumm, den das Mädchen in diesem Moment gezeigt hat.
Als Fleety Belles Vater, ihr Verlobter und ihr Bruder versuchen, sie vom Schiff zu zerren, behauptet Doc, dass sie und Duke verheiratet seien, und verjagt sie anschließend mit einem Küchenmesser. Doc gibt der dankbaren Fleety Belle dann diejenige Kleidung, die seiner verstorbenen Schwester, Dukes Mutter, gehörte. Sie solle sie anstelle der „Tischdecke“, die sie derzeit trägt, im anstehenden Prozess gegen Duke vor Gericht anzuziehen, um einen guten Eindruck zu hinterlassen. Der Richter verhängt jedoch gegen Duke die Todesstrafe, und Doc muss nun rasch einen guten Anwalt auftreiben, der Duke bei einem erhofften Berufungsprozess rauspauken soll. Als der Sheriff Doc ein verlassenes Wachsfigurenkabinett zeigt, kommt der Flussschiffer auf die Idee, das Museum auf seinem Dampfer unterzubringen und eine Wanderausstellung zu veranstalten. Doc will damit die benötigten fünfhundert Dollar für den guten Anwalt auftreiben. Nach einer Tour über den Mississippi kann Doc zwar das Geld aufbringen, doch lehnt das Gericht einen Berufungsprozess für Duke ab. Als der Sheriff den Verurteilten nach Baton Rouge bringen will, wo er gehenkt werden soll, greift Fleety Belle nach dem Gewehr des Sheriffs. Doc nutzt die günstige Gelegenheit, packt den Sheriff und fordert Duke auf, wegzurennen. Doch Duke rührt sich, um seine Familie nicht in Schwierigkeiten zu bringen, nicht vom Fleck.
Doc muss nun unbedingt den „neuen Moses“ auftreiben, aber er hat kein Glück, und nur zwei Tage vor der Vollstreckung des Todesurteils beschließt er, nach Baton Rouge zu gehen und mit dem Gouverneur zu sprechen, an dessen Seite er während des Sezessionskrieges einst in Shiloh gekämpft hatte. Auf dem Weg dorthin werden sie am Beginn einer Dampferwettfahrt nach Baton Rouge angehalten. Doc wird erneut von Captain Eli herausgefordert und nimmt nunmehr doch am Wettrennen teil. Als Pearly den „neuen Moses“ am Ufer predigen sehen, fängt er ihn mit dem Lasso ein und zieht ihn auf das Schiff. Hier überzeugt Doc Pearly ihn zugunsten von Duke auszusagen. Doch nun geht Doc das Brennmaterial aus, das sein Dampfschiff am Laufen hält. Er und der „neue Moses“ zerlegen daraufhin kurzerhand Teile der Claremore Queen, um diese als Feuerholz zu benutzen. In der Nacht befestigt Doc heimlich ein Tau an Captain Elis Schiff, auf dass sie die Pride of Paducah bis zum frühen Morgen unbemerkt abschleppt. Noch ehe der Gegner davon Wind bekommt, löst Doc Pearly das Tau wieder, doch dann geht der Claremore Queen endgültig das Brennholz aus.
Doc und seine Leute werfen sogar ihre eigentliche Einkommensquelle, die Wachsfiguren, in den Feuerkessel werfen, denn bei dem Sieg geht es wortwörtlich um Leben und Tod. Trotzdem führt Elis Boot immer noch, bis der „Neue Moses“ sieht, wie der ebenfalls mitfahrende Efe einen Schluck des Pocahontas-“Heilmittels” nimmt. Er nimmt dem Trinker die Flasche ab und wirft daraufhin das hochprozentige Getränk empört in den Brenner. Es kommt daraufhin zu einer Explosion, die dem halb zerlegten Kahn noch einmal richtigen Schwung gibt. Daraufhin veranlasst Doc, dass der Inhalt der verbleibenden einhundert mitgeführten Krüge ebenfalls verfeuert werden sollen (nur Efe versteckt heimlich einen einzigen Krug für sich). Und tatsächlich zieht die Claremore Queen an der Pride of Paducah vorbei und gewinnt das Rennen. Doc überzeugt dank der Aussage des „neuen Moses“ den Gouverneur von Dukes Unschuld, und Duke kann in letzter Sekunde gerettet werden. Während Duke gemeinsam mit Fleety Belle die von Doc im Rennen gewonnene Pride of Paducah übernimmt, kann sich Doc entspannt zurücklehnen.

## Produktionsnotizen
„Mit Volldampf voraus“ entstand unter dem Arbeitstitel „Steamboat Bill“ zwischen Mitte Mai und dem 21. Juni 1935 an Drehorten rund um den Mississippi. Am 6. September desselben Jahres lief der Film in den US-Kinos an. Zu diesem Zeitpunkt, war der Opfer eines Flugzeugabsturzes im äußersten Norden Alaskas gewordene Hauptdarsteller, Will Rogers bereits seit drei Wochen tot. Mit Rogers starb der zu diesem Zeitpunkt größte Kassengarant der gesamten US-amerikanischen Filmwirtschaft. In Deutschland kam Mit Volldampf voraus nicht in die Kinos, sondern lief erstmals am 26. April 1993 in der ARD.
William S. Darling und Albert Hogsett gestalteten die Filmbauten.

## Musik
Folgende Musikstücke / Lieder wurden gespielt:
- „Steamboat Round the Bend“. Musik von Oscar Levant, Text von Sidney Clare
- „Eagle Builds His Nest So High“. Ein Traditional (Volkslied)
- „Home Sweet Home“. Musik von Sir Henry Rowley Bishop, Text von John Howard Payne
- „I Wish I Was in Dixie's Land“. Musik und Text von Daniel Decatur Emmett.

## Kritiken
John Fords Nebenwerk erhielt überwiegend freundliche Kritiken. Nachfolgend mehrere Beispiele:
In der New York Times nannte Andre Sennwald den Film eines der „amerikanischen Volksmärchen“ und schrieb: „Eingebettet, wie alle guten Rogers-Filme, eher in Stimmung und Atmosphäre als in die Komplexität der Handlungsstruktur, steht "Steamboat Round the Bend" in der reichen Komik-Tradition von Mark Twain und jenen großartigen Tagen auf dem Mississippi. Wenn der Film auch nicht der beste von Mr. Rogers' Werken ist, so steht er doch nahe an der Spitze und zeigt Amerikas Lieblingsphilosophen von seiner besten Seite.“
Der Movie & Video Guide bezeichnete vor allem das finale Dampferwettrennen als inszenatorisches Highlight und lobte die schauspielerischen Einzelleistungen von „Swamp Girl“-Darstellerin Anne Shirley und dem „Neuen Moses“-Interpreten Berton Churchill, während Halliwell‘s Film Guide den Film als ein „ziemlich schwergängig geschriebenes Star-Vehikel“ bezeichnete, das aber „gut anzuschauen ist“.
Das Lexikon des Internationalen Films konstatierte ein „Von nostalgischer Poesie und Humor gespeistes Porträt des amerikanischen Südens.“